# 제2근위사단 (일본군)
근위 제2사단(일본어: 近衛第2師団 고노에 다이니시단[*], 영어: 2nd Guards Division (2GD))은 일본 제국 육군의 근위 사단이다.

## 역사

### 중일 전쟁
중일 전쟁이 발발하였을 때, 근위사단에 동원명령이 내려지지 않아서 출정하지 못하자, 근위사단장 이이다 사다카타 중장은 직접 황궁에 출두하여 일왕에게 출정을 간청하여 승낙을 받아내었다.
1939년 9월에 근위 제3, 4연대가 속한 근위 제2여단이 근위기병연대와 지원부대를 배속받아 근위혼성 제2여단으로 개편되었고, 이듬해 1940년에 상하이에 배치되었다. 
중국대륙을 남쪽으로 관통하였고, 프랑스령 인도차이나를 북쪽에서 침공하는 후(ふ)호 작전에 인도차이나 파견군으로 전속해서 참전하였고, 여단은 하이난섬까지 진군하였다.

### 태평양 전쟁
1941년 4월, 근위혼성 제1여단이 도쿄로 귀환하고 2년 2개월 뒤에 위수근위사단과 합쳐져 근위 제1사단를 편성하였다.
1943년 6월 1일, 본토에 귀환하였던 근위 제5연대와 근위수색연대가 증원군으로 전속하면서, 근위혼성 제2여단은 네덜란드령 동인도 수마트라섬의 메단에서 근위 제2사단으로 재편성되었다. 수마트라섬에서 연합군과의 전투를 이어갔고, 이 후에도 연합국이 진출할 때까지 스마트라섬에 주둔하였다.

## 지휘부
근위 제2사단장
1. 중장 무토 아키라, 1943년 6월1일
2. 중장 구노무라 도다이, 1944년 10월 5일 ~ 1945년

## 부대

### 근위 제2사단
- 근위보병 제3연대 - 도쿄
- 근위보병 제4연대 - 고후
- 근위보병 제5연대 - 사쿠라
- 근위수색연대
- 근위야포병 제2연대
- 근위공병 제2연대

### 근위혼성 제2여단
- 근위 제3연대
- 근위 제4연대
- 근위 제5연대; 1941년 6월, 전속
- 근위수색연대; 1941년 6월, 전속
- 근위야포병 제2연대
- 근위공병 제2연대

### 근위 제2여단
- 근위 제3연대
- 근위 제4연대

## 기록

### 소속
- 인도차이나 파견군, 일본 제국의 프랑스령 인도차이나 침공
- 제25군

### 계보
- 근위 제2여단, 1891년 12월 14일
- 근위혼성 제2여단, 1939년 9월
- 근위사단, 1941년 6월
- 제2근위사단, 1943년 6월 1일

### 참전
- 청일 전쟁
- 러일 전쟁
- 태평양 전쟁
  - 중일 전쟁
    - 상하이

  - 동남아시아 전구
    - 하이난

  - 남서태평양 전구
  - 수마트라섬

## 참고
- Madej, Victor (1981). 《Japanese Armed Forces Order of Battle, 1937–1945》 (영어). Game Publishing Company. ASIN B000L4CYWW.